# Jamie E. Thomerson
Jamie Edward Thomerson (* 7. Mai 1935 in Fort McKavett, Menard County, Texas; † 4. Januar 2015 in Austin, Texas), häufig als Jamie E. Thomerson zitiert, war ein US-amerikanischer Ichthyologe und Hochschullehrer. Er war ein anerkannter Experte für Killifische, wobei ihn vor allem deren Systematik, Ökologie, Verhalten und deren Genetik interessierte.

## Leben
Thomerson wurde in der heutigen Geisterstadt Fort McKavett bei Menard im Bundesstaat Texas geboren. Er war das einzige Kind von Roy und Eula Lee Thomerson, geborene Martin. Seine Mutter war Lehrerin. Während seiner Kindheit in Texas sammelte Thomerson oft Fische aus den örtlichen Bächen und zog sie in Tränkebecken auf der Familienfarm auf. Diese Aktivitäten waren der Beginn seines lebenslangen Interesses an kleinen Fischen und trugen dazu bei, dass er sich später dem Hobby der Aquarienfische widmete. 
Nach seinem Abschluss an der Menard High School im Jahr 1953 erwarb er 1957 einen Bachelor of Science in Geologie an der University of Texas at Austin. Im Juni desselben Jahres heiratete er Kathleen Armstrong. Aus dieser Ehe gingen zwei Söhne und eine Tochter hervor. 
Nach seinem Militärdienst in der Nationalgarde unterrichtete Thomerson im Schuljahr 1958/59 Biologie und Chemie an der Electra High School in Electra, Texas. Anschließend nahm er ein Studium an der Texas Tech University in Lubbock auf, wo er im Bereich Mikropaläontologie (Foraminiferen und Ostrakoden) forschte und 1961 mit der Arbeit Micropaleontology of Orbitolina zone, Trans-Pecos Texas zum Master of Science in Geologie graduierte.
Um 1959, während seines Studiums an der Texas Tech, begann Thomerson, einheimische Arten von Wüstenkärpflingen (Cyprinodon) und Fundulus zu sammeln und zu halten. Ein befreundeter Aquarianer machte ihn später mit dem Bunten Prachtkärpfling (Aphyosemion australe) aus Gabun vertraut, womit seine lebenslange Faszination für Killifische als Hobby begann. 
1965 wurde er unter der Leitung von Royal D. Suttkus mit der Dissertation Experimental hybridization, geographical variation and distribution of the closely related topminnows, Fundulus notatus and Fundulus olivaceus zum Ph.D. in Zoologie an der Tulane University in New Orleans promoviert.
Die Fischsammlung der Tulane University beherbergt Exemplare, die von Thomerson in Zusammenarbeit mit Suttkus, John Ramsey und Clyde Barbour bei 31 Expeditionen in Alabama, Georgia, Florida, North Carolina und South Carolina zusammengetragen wurden. Jahre später erhielt Tulane bedeutende Kollektionen neotropischer Fische, die Thomerson und seine Kollegen bei Feldarbeiten in Kolumbien, Peru und Venezuela gesammelt hatten. 
Im August 1965 nahm er eine Stelle als Assistant Professor an der Fakultät für Biowissenschaften der 1957 gegründeten Southern Illinois University Edwardsville (SIU-E) an, wo er bis zum ordentlichen Professor aufstieg und den Rest seiner akademischen Karriere verbrachte.
Während seiner mehr als 30 Jahre andauernden Lehrtätigkeit unterrichtete Thomerson die Kurse Einführende Biologie, Zoologie, Einführung in die Ichthyologie, Ichthyologie für Fortgeschrittene sowie einen Lehrgang über den National Environmental Policy Act. 
Im September 1997 ging er als emeritierter Professor in den Ruhestand, blieb der SIU-E auch weiterhin verbunden und unterstützte neue Mitarbeiter. Im Dezember 1999 zogen sich Thomerson und seine Frau nach 34 Jahren von Illinois nach Austin, Texas zurück. Er starb am 4. Januar 2015 an Prostatakrebs.
Obwohl sich Thomersons wissenschaftliche Forschungen vor allem auf nord- und südamerikanische Killifische konzentrierten, hat er im Laufe seiner Karriere auch wichtige Arbeiten über andere Fischgruppen durchgeführt und veröffentlicht. In den 1970er Jahren begann er im Rahmen der Beteiligung der SIU-E und der Associated Universities for International Education (A.U.I.E.) in Belize eine Zusammenarbeit mit dem Ichthyologen David W. Greenfield von der University of Hawaiʻi at Mānoa. Gemeinsam erforschten sie die Bäche, Flüsse und Lagunen in Belize und beschrieben die neue Sardellenart Anchoviella belizensis (heute Anchoa belizensis). Thomersons Arbeit in Mittelamerika gipfelte auch darin, dass die beiden 1997 das Werk Fishes of the Continental Waters of Belize veröffentlichten, ein vielbeachtetes Buch, das Bestimmungsschlüssel und ausführliche Beschreibungen von 119 Fischarten aus 38 Familien enthält. Gemeinsam mit seinen Studenten untersuchte Thomerson auch die Fischpopulationen in den kleinen Bächen im Süden von Illinois, Missouri und Indiana, über die er eine Reihe von Artikeln veröffentlichte.
Von 1973 bis 1975 führten Thomerson, David W. Greenfield, Donald C. Taphorn sowie verschiedene Doktoranden ein vom Innenministerium der Vereinigten Staaten gefördertes Projekt in Peru, Venezuela und Kolumbien durch, um die Auswirkungen der Wildfänge von Fischen für die Aquarienindustrie zu untersuchen.
Im Laufe seiner Karriere war Thomerson Autor oder Mitautor von über 60 wissenschaftlichen Artikeln und Fachaufsätzen. Zu seinen systematischen/taxonomischen Beiträgen gehören die Erstbeschreibungen von zwei neuen Gattungen in Zusammenarbeit mit Donald C. Taphorn, Terranatos (1978) und Renova (1995), sowie 18 neue Fischarten, von denen 16 neotropische Killifische sind. 
Als Ichthyologe blieb er seinem Aquarianerhobby treu und veröffentlichte eine Reihe von Artikeln über tropische Fische, insbesondere südamerikanische Killifische, in den Zeitschriften The Aquarium, Aquarium Illustrated, im Freshwater and Marine Aquarium Magazine sowie im Tropical Fish Hobbyist. Zudem hielt er Vorträge über seine wissenschaftlichen Studien bei Hobbytreffen wie der American Killifish Association (AKA), der American Cichlid Association, der Missouri Aquarium Society und der St. Louis Area Killifish Association. Er war Mitglied der AKA, diente als Vorsitzender des Kuratoriums der AKA und war technischer Redakteur für deren Zeitschrift. Darüber hinaus war er Vorsitzender der St. Louis Area Killifish Association, Vorsitzender des Ausschusses für exotische Arten der American Fisheries Society, Mitglied der American Society of Ichthyologists and Herpetologists, der Tropical Biology Association sowie der Society of Systematic Zoology.

## Dedikationsnamen
Donald C. Taphorn und Craig G. Lilyestrom benannten 1984 die Welsart Rhinodoras thomersoni zu Ehren von Jamie Edward Thomerson.

## Erstbeschreibungen von Jamie E. Thomerson
- Anablepsoides immaculatus (Thomerson, Nico & Taphorn, 1991)
- Anchoa belizensis (Thomerson & Greenfield, 1975)
- Aphyocharax colifax Taphorn & Thomerson, 1991
- Austrofundulus guajira Hrbek, Taphorn & Thomerson, 2005
- Austrofundulus leohoignei Hrbek, Taphorn & Thomerson, 2005
- Austrofundulus leoni Hrbek, Taphorn & Thomerson, 2005
- Austrofundulus rupununi Hrbek, Taphorn & Thomerson, 2005
- Chrysobrycon myersi (Weitzman & Thomerson, 1970)
- Laimosemion corpulentus (Thomerson & Taphorn, 1993)
- Laimosemion gransabanae (Lasso, Taphorn & Thomerson, 1992)
- Laimosemion lyricauda (Thomerson, Berkenkamp & Taphorn, 1991)
- Laimosemion nicoi (Thomerson & Taphorn, 1992)
- Laimosemion tecminae (Thomerson, Nico & Taphorn, 1992)
- Llanolebias stellifer (Thomerson & Turner, 1973)
- Micromoema xiphophora (Thomerson & Taphorn, 1992)
- Pterolebias hoignei Thomerson, 1974
- Rachovia pyropunctata Taphorn & Thomerson, 1978
- Renova Thomerson & Taphorn, 1995
- Renova oscari Thomerson & Taphorn, 1995
- Terranatos Taphorn & Thomerson, 1978